# وليام هنتنغتون كيركباتريك
وليام هنتنغتون كيركباتريك (بالإنجليزية: William Huntington Kirkpatrick) (و. 1885 – 1970 م) هو سياسي، ومحام، وقاض من الولايات المتحدة الأمريكية .
وهو عضو في الحزب الجمهوري .

## التعليم
تعلم في كلية لافاييت.